# 宣武区

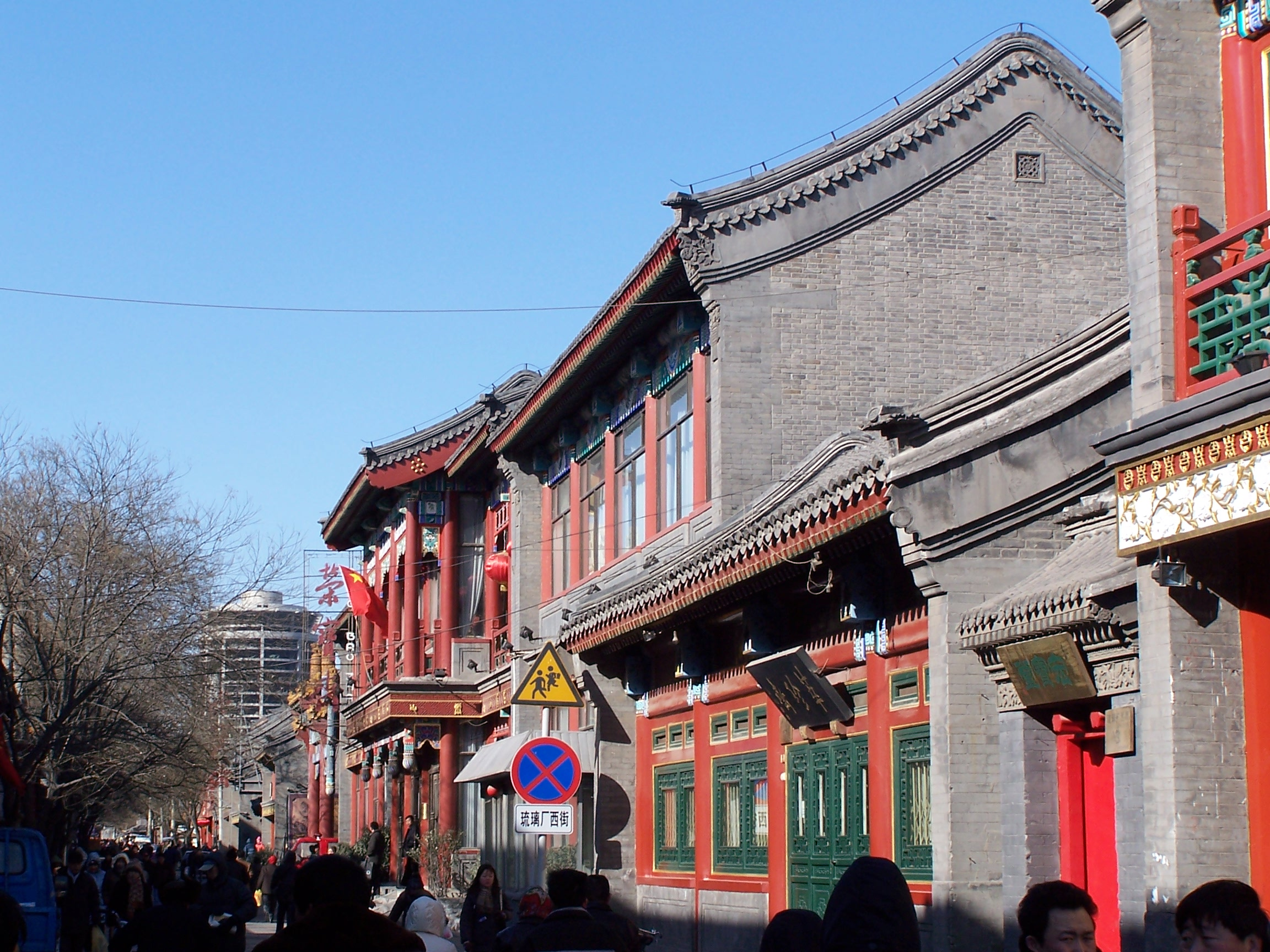
琉璃廠

宣武区（せんぶ-く）は中華人民共和国北京市にかつて存在していた市轄区。

## 地理
北京市中心城区の西南部に位置し、区名は旧北京城の宣武門に由来する。ほぼ宣武門の外側に広がり、北は西城区、東は崇文区、南は豊台区、西は海淀区に接していた。回族の居住地である牛街のモスク牛街礼拝寺、清代の街並みが再現された骨董街琉璃廠、京劇の発祥地である湖広会館、古刹・法源寺、報国寺などの文化遺産を区内に有していた。

## 歴史
春秋時代は燕の都城の薊の管轄範囲で、北京の雅称である燕京の由来となっている。金中都の遺蹟も所在し政治都市北京の原点でもある。
1950年4月18日、政務院による北京市行政区調整が行われた際、西城区域には7区、9区が設置された。1952年9月の行政改編では崇文区、前門区の一部に改編されている。1958年に前門区が廃止され、その一部が崇文区に編入された。2010年7月1日西城区に統合され、宣武区は廃止された。

## 行政区画
- 大柵欄街道（面積1.27平方キロメートル、人口5.55万人、郵便番号100051）
- 天橋街道（面積2.07平方キロメートル、人口5.16万人、郵便番号100050）
- 椿樹街道（面積1.09平方キロメートル、人口5.07万人、郵便番号100052）
- 陶然亭街道（面積2.14平方キロメートル、人口6.49万人、郵便番号100052）
- 広安門内街道（面積2.43平方キロメートル、人口8.51万人、郵便番号100053）
- 牛街街道（面積1.44平方キロメートル、人口5.40万人、郵便番号100053）
- 白紙坊街道（面積3.11平方キロメートル、人口8.65万人、郵便番号100054）
- 広安門外街道（面積5.49平方キロメートル、人口8.94万人、郵便番号100053）

## 友好都市
- 北区（日本国東京都）
- 龍山区（大韓民国ソウル市）
- など